# 香港，鬱躁的家邦
《香港，鬱躁的家邦：本土觀點的香港源流史》，簡稱《鬱躁的家邦》，是徐承恩在2017年出版的政治理論書，由左岸文化出版。書本以香港史觀從新描寫香港歷史，嘗試建構一個足以支持“公民國族主義”（公民民族主義，又稱自由民族主義）運作流通的社會基礎。該書認為香港主權移交後出現的變革是一種新殖民主義，香港人陷入法治和人權的倒退。作者徐承恩提出香港過去是「海洋民族」的出發，發展出一套自己的觀點，「我的方法是土法煉鋼，可能不是正規的歷史寫作，更像是政治社會學的分析」。

## 評論
林運鴻從台灣讀者的角度，《鬱躁家邦》一書在智識上的成熟，或許讓我們油然而生滄海桑田之感慨。比較1970年代末期，台灣社會在黨國威權體制下，排除萬難所發展起來的素樸本土論述，近年來在香港急遽發展的在地認同、國族主義視野，顯然更為精緻成熟。
全國港澳研究會理事田飛龍認為本書屬於「較有代表性的香港本土主義著作」。吳叡人認為本書的完成「為香港民族主義的意識形態領域填補了一塊關鍵的空白」。何明修認為此書「標誌了正在萌芽中的香港國族意識」。